# Burke & Hare (2010)
Burke & Hare (Verweistitel: Burke & Hare – Wir finden immer eine Leiche) ist eine britische Komödie des Regisseurs John Landis aus dem Jahr 2010. Der Film basiert lose auf der wahren Geschichte der West-Port-Morde. Diese wurden in den Jahren 1827 und 1828 von William Burke und William Hare in Edinburgh verübt.

## Handlung
1828 in Edinburgh: Die Stadt gilt als Zentrum der Lehre für Anatomie. Alle wollen hier studieren. Die beiden örtlichen Institutionen für Anatomie, geleitet von Doktor Knox und Professor Monro, führen einen Wettstreit um wissenschaftliche Erkenntnisse. Für diese sowie für die Lehre werden regelmäßig frische Leichen benötigt. Nach einer Gesetzesänderung hat Professor Monro Anspruch auf die Körper aller Hingerichteten, sodass Doktor Knox gezwungen ist, sein „Material“ anderweitig zu beziehen.
William Burke und William Hare, zwei irische Einwanderer mit einem bisher eher schlechten Händchen fürs Geschäft, kommt zu Ohren, dass Doktor Knox bereit ist, einen hohen Preis für frische Leichen zu bezahlen. Dies geschieht genau in dem Augenblick, als ein Mieter der Pension Hares stirbt und sie überlegen, wie sie die Leiche entsorgen sollen. Sie kommen mit Knox ins Geschäft und sind in der Folge bemüht, Nachschub zu liefern. Grabräuberei scheitert am Eifer der örtlichen Polizei und so verlegen sich die beiden etwas widerwillig aufs Morden. Dabei entwickeln sie das Burking.
Sie verdienen hervorragend, kleiden sich neu ein und wagen sich in bessere Gesellschaft. Hier lernt Burke die ehemalige Prostituierte und Tänzerin Ginny kennen. Sie sucht einen Geldgeber, um eine Theateraufführung von Macbeth inszenieren zu können. Er verfällt ihr sofort und sagt ihr seine Hilfe zu. Zusätzlich möchte der Obergangster Danny McTavish einen Teil vom Kuchen und erpresst Schutzgeld von Burke und Hare. Als wäre das noch nicht genug, ruft der König einen Wettstreit unter den Medizinern aus und Knox benötigt mehr Leichen als sonst. Er lässt vom Heliographen Nièpce Fotografien der präparierten Leichen anfertigen, um anatomische Strukturen festzuhalten, und hofft damit Monro auszustechen. Knox weiß durchaus, wie Burke und Hare zu den Leichen kommen.
Hare und McTavishs rechte Hand Fergus verbünden sich gegen McTavish und bringen ihn um. Er soll das letzte Opfer von Burke und Hare sein, denn Hares Frau Lucky hat die Idee, ein Beerdigungsinstitut zu eröffnen, um an Leichen zu kommen. McTavish landet auf dem Seziertisch von Doktor Knox und wird von den Studenten erkannt, worauf die Polizei eingeschaltet wird. Diese interessiert sich auch brennend für die Fotografien, auf denen eindeutig die vermissten Personen der letzten Monate zu identifizieren sind. Knox führt Captain McLintoch schließlich zu Burke und Hare. Beide sind zum Zeitpunkt ihrer Verhaftung gerade mit ihren Liebsten zusammen, sodass alle vier festgesetzt werden. Lord Harrington, Vertreter der Staatsanwaltschaft, gibt dem Captain zu verstehen, dass niemand einen Prozess wünscht, da dieser dem  Ansehen Edinburghs und dem seiner anatomischen Institute schaden würde. Captain McLintoch gewährt den anderen die Freiheit, solange einer sich zu den Morden bekennt und die Strafe erhält. Burke, der mehr Skrupel hatte als Hare und ohnehin meint, in die Hölle zu kommen, will eine letzte gute Tat vollbringen, indem er sich opfert. Bedingung ist eine Nacht allein mit Ginny, die diese ihm gewährt.
Burke wird gehängt und landet auf dem Seziertisch von Monro. Ginny verfolgt nach kurzer Trauer ihre Karriere als Schauspielerin weiter. Es wird angedeutet, dass sie nicht übermäßig talentiert sei. Knox emigriert nach Amerika und Hare und Lucky eröffnen ihr Beerdigungsinstitut.

## Cameo
Ray Harryhausen, Wegbereiter der Animationstechnik, hat einen Cameo-Auftritt in Burke & Hare, ebenso wie der britische Filmregisseur Michael Winner und der Kameramann Robert Paynter.

## Veröffentlichungen
Der Film startete am 29. Oktober 2010 in den britischen Kinos. In Deutschland wurde der Film am 10. Mai 2011 auf DVD veröffentlicht. Außerdem wurde er 2011 auf den Fantasy Filmfest Nights gezeigt.

## Kritiken
„Die in den berühmten Ealing-Studios inszenierte Burleske versteht der Regisseur in der Tradition schwarzhumoriger Klassiker wie Ladykillers (Regie: Alexander Mackendrick; 1955) und Kind Hearts and Coronets (dt.: Adel verpflichtet; Regie: Robert Hamer; 1949). An deren Doppelbödigkeit fehlt es der bitterbösen Farce, die mehr auf physische Komik denn auf Raffinesse setzt.“

„Der irrlichternde Filmemacher setzt nahezu jede Pointe in den Sand, inszeniert meilenweit am bissigen Epochenporträt seiner Drehbuchautoren Piers Ashworth und Nick Moorcroft vorbei und lässt sein talentiertes Darsteller-Ensemble unkontrolliert freidrehen. Simon Pegg, Andy Serkis und ihr Kollegium kaspern derart expressiv durch die Kulissen, als würden sie einen Stummfilm bevölkern. Erzählenswert ist die Geschichte der Serienmörder Burke and Hare ohne Frage – mit Landis jedoch ist sie einem Erzähler untergekommen, der seinen Zenit längst überschritten hat.“

„Rabenschwarz-morbide Komödie mit aktuellen Bezügen und vorzüglichen Darstellern, deren Verbindung von Horror, Gore und Romantik mitunter reizvollen satirischen Biss entfaltet, aber auch ins Peinliche abgleitet.“